# Felipe Berchesi
Felipe Berchesi Pisano (Montevideo, 12 aprile 1991) è un rugbista a 15 uruguaiano, mediano d'apertura del Dax.

## Biografia
Cresciuto nel Carrasco Polo Club di Montevideo, con cui vinse due campionati uruguaiani, Berchesi fu ingaggiato nel 2013 dal Badia — squadra tributaria del Rovigo — con cui conquistò la promozione in serie A1.
A fine stagione Berchesi lasciò l'Italia per andare a militare in Fédérale 1 nelle file del Chambéry, di cui fu il miglior marcatore a fine stagione.
Alla fine del campionato avvenne il salto di categoria con il passaggio al Carcassonne in Pro D2, seconda divisione nazionale francese.
Debuttò in Nazionale uruguaiana a fine 2011 contro il Portogallo e prese parte alle qualificazioni alla Coppa del Mondo, risultando decisivo nei ripescaggi marcando 42 punti nei due incontri di spareggio contro la Russia per l'ammissione della ventesima squadra alla competizione. Con i Teros disputerà anche o mondiali del 2019 e 2023